# Stefano Sartori (sciatore)
Stefano Sartori (Thiene, 19 agosto 1973) è un ex sciatore d'erba italiano.
È un atleta italiano che ha gareggiato nella coppa del mondo. È stato il primo atleta ad aggiudicarsi la coppa del mondo nel 2000.

## Palmarès

### Mondiali sci d'erba
- 14 medaglie:
  - 5 ori (supergigante a Gaal 1999; gigante e supergigante a Forni di Sopra 2001; slalom a Castione della Presolana 2003; gigante a Dizin 2005);
  - 8 argenti (gigante, slalom a Müstair 1997; combinata a Gaal 1999; slalom, combinata a Forni di Sopra 2001); slalom a Dizin 2005; supergigante a Orlickych Horach 2007; gigante a Rettenbach 2009);
  - 1 bronzo (slalom a Gaal 1999).

### Mondiali juniores sci d'erba
- 1 medaglia:
  - 1 bronzo (supergigante a Lanzo d'Intelvi 1991).

### Campionati Italiani di sci d'erba
- 22 volte campione italiano

### Coppa del Mondo di sci d'erba
- Vincitore della Coppa del Mondo di sci d'erba nel 2000
  - 4 vittorie;
  - 10 secondi posti;
  - 4 terzi posti;

#### Coppa del Mondo - vittorie
| Data             | Luogo          | Paese  | Disciplina          |
| ---------------- | -------------- | ------ | ------------------- |
| 26 agosto 1999   | Alta Badia     | Italia | Gigante parallelo   |
| 28 luglio 2000   | Dizin          | Iran   | Supergigante sprint |
| 3 settembre 2000 | Alta Badia     | Italia | Slalom sprint       |
| 17 luglio 2005   | Forni di Sopra | Italia | Combinata           |